# Sataniwka (obwód czerkaski)
Sataniwka (ukr. Сатанівка) – wieś na Ukrainie, w obwodzie czerkaskim, w rejonie humańskim. W 2001 liczyła 1155 mieszkańców, wśród których 1137 jako ojczysty język wskazało ukraiński, 14 rosyjski, 1 białoruski, a 3 inny.